# Hilde Engel-Elstner
Hilde Engel-Elstner (* 12. Dezember 1908 in Berlin als Hilde Engel; † 4. Juli 1965) war eine deutsche Tänzerin und Schauspielerin.

## Leben
Engel, die aus einer großbürgerlichen Berliner Familie stammte, war ausgebildete Tänzerin. Zu Beginn ihrer Karriere hatte sie als Solistin u. a. Engagements in Berlin und Paris. Sie war vor dem Zweiten Weltkrieg gemeinsam mit ihrem Mann, dem ehemaligen Operettenbuffo, Schauspieler und Regisseur Erich Elstner, am Stadttheater Brünn engagiert. Sie trat auch an den Brünner Kammerspielen auf.
Nach dem Zweiten Weltkrieg arbeitete sie als Schauspielerin, Schauspiellehrerin und Ballettmeisterin in Berlin; darüber hinaus leitete sie in Berlin ein Ballett. Zu ihren Schauspielschülern gehörten Lutz Jahoda (bereits in Brünn, und später auch in Berlin) und ihr Sohn Frank Elstner (1963–1965). In den frühen 1950er Jahren ging sie gemeinsam mit ihrem Mann nach Baden-Baden, wo sie als Programmansagerin und  Hörspielsprecherin beim Südwestfunk tätig war. Auch in einigen Film- und Fernsehproduktionen des Südwestfunks wirkte sie mit.
Aus ihrer Ehe mit Erich Elstner gingen vier Kinder, unter anderem zwei Söhne, hervor.

## Filmografie (Auswahl)
- 1960: Aufruhr (TV-Film)
- 1961: Zwei Krawatten (TV-Film)
- 1962–1963: Alle meine Tiere (TV-Serie)
- 1964: Schlag nach im Grundgesetz! – Geschichten aus Adorf (TV-Serie)